# Corme-Royal
Corme-Royal é uma comuna francesa na região administrativa da Nova Aquitânia, no departamento de Charente-Maritime. Estende-se por uma área de 27,18 km². Em 2010 a comuna tinha 1 892 habitantes (densidade: 69,6 hab./km²).

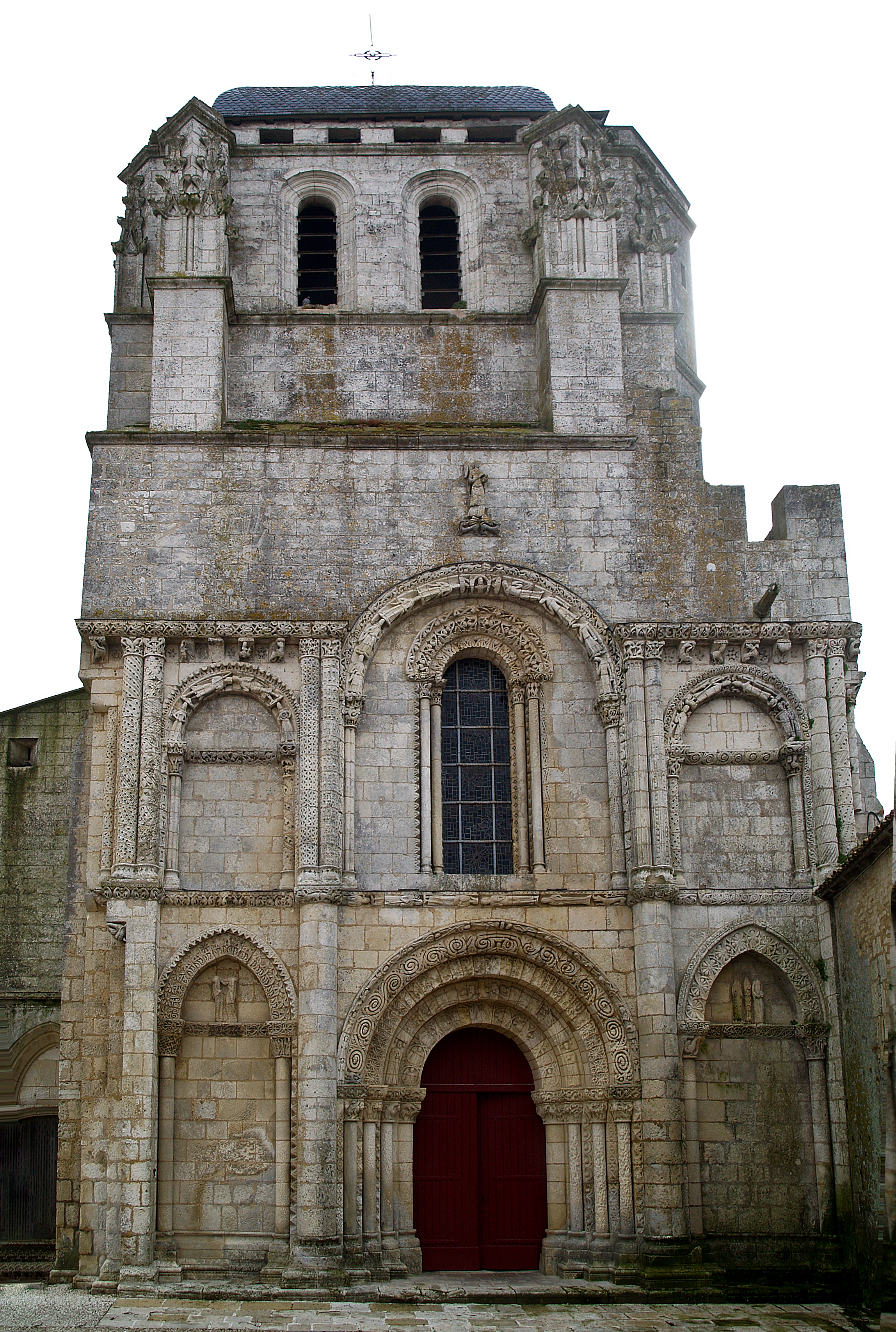
Igreja de Saint-Nazaire